# Tourlí
Tourlí är en bergstopp i Grekland.   Den ligger i prefekturen Nomós Chaniás och regionen Kreta, i den södra delen av landet, 290 km söder om huvudstaden Aten. Toppen på Tourlí är 1 351 meter över havet. Tourlí ingår i Levká Óri.
Terrängen runt Tourlí är bergig åt sydost, men åt nordväst är den kuperad. Närmaste större samhälle är Voukoliés, 16,3 km norr om Tourlí. 